# Liga Mundial de Voleibol de 2012
La XXIII Liga Mundial de Voleibol de 2012 se celebrará del 25 de mayo al 8 de julio de 2012.
En esta edición de la competencia, cambiará el modo de disputarse la ronda intercontinental. Ahora todos los equipos pertenecientes a un grupo se entrentarán contra los otros 3 en cada una de las cuatro sedes. Así habrá un total de 6 partidos por fecha en cada sede, que resultan 24 partidos por grupo y llegan a un total de 84 partidos en la ronda intercontinental que definirán a los países clasificados a la ronda final que se disputará en el Arena Armeets Sofía en Sofía, Bulgaria del 4 al 8 de julio.

## Clasificación
| Equipo         | Forma de clasificación             |
| -------------- | ---------------------------------- |
| Bulgaria       | País anfitrión                     |
| Rusia          | 1º puesto en la Liga Mundial 2011  |
| Brasil         | 2º puesto en la Liga Mundial 2011  |
| Polonia        | 3º puesto en la Liga Mundial 2011  |
| Argentina      | 4º puesto en la Liga Mundial 2011  |
| Italia         | 6º puesto en la Liga Mundial 2011  |
| Estados Unidos | 7º puesto en la Liga Mundial 2011  |
| Cuba           | 8º puesto en la Liga Mundial 2011  |
| Serbia         | 9º puesto en la Liga Mundial 2011  |
| Finlandia      | 10º puesto en la Liga Mundial 2011 |
| Alemania       | 11º puesto en la Liga Mundial 2011 |
| Francia        | 12º puesto en la Liga Mundial 2011 |
| Corea del Sur  | 13º puesto en la Liga Mundial 2011 |
| Japón          | 15º puesto en la Liga Mundial 2011 |
| Portugal       | Clasificación a la Liga Mundial    |
| Canadá         | Clasificación a la Liga Mundial    |

## Modo de competencia[3]
- Los 16 participantes se dividen en cuatro zonas, A, B, C y D. En cada zona se enfrentan todos contra todos en una ronda intercontinental, una vez contra cada equipo en cada una de las sedes, siendo cada equipo local una vez y tres veces visitante. Los partidos se disputan cada semana, en días viernes, sábados y domingos.
- Se contabilizan tres puntos por victoria, en caso de que el juego dure 5 set's el puntaje es de dos puntos para el vencedor y uno para el perdedor
- Al finalizar todos los partidos, los mejores equipos de cada zona en la tabla clasifican a la ronda final (cuatro), junto con el mejor segundo de las cuatro zonas (uno), a los que se le suma el anfitrión (uno), totalizando seis equipos en esa ronda. Si Bulgaria se colocara en el primero puesto de su grupo, clasificarán en ese caso, los dos mejores segundos.
- En caso de que se produzca un empate en puntos entre dos o más equipos, la clasificación se define por la cantidad de partidos ganados.

## Calendario
- Fase Intercontinental:
  - Primera Ronda:
    - Grupos A, B y C: Entre el 18 y el 20 de mayo.
    - Grupo D: Entre el 25 y el 27 de mayo.

  - Segunda Ronda: 
    - Grupos A, C y D: Entre el 15 y el 17 de junio.
    - Grupo B: Entre el 1 y el 3 de junio.

  - Tercera Ronda: Entre el 22 y el 24 de junio.
    - Grupos A, C y D: Entre el 22 y el 24 de junio.
    - Grupo B: Entre el 8 y el 10 de junio.

  - Cuarta Ronda: Entre el 29 de junio y el 1 de julio.
    - Grupo A: Entre el 28 y el 30 de junio.
    - Grupo B: Entre el 15 y el 17 de junio.
    - Grupos C y D: Entre el 29 de junio y el 1 de julio.
- Fase Final: Entre el 4 y el 8 de julio.

### Grupo A

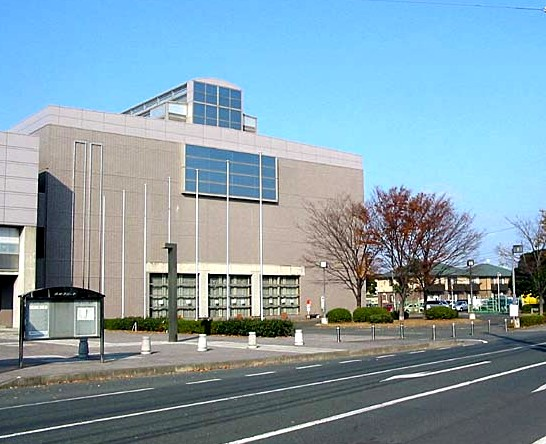
Hamamatsu Arena, sede japonesa del grupo A

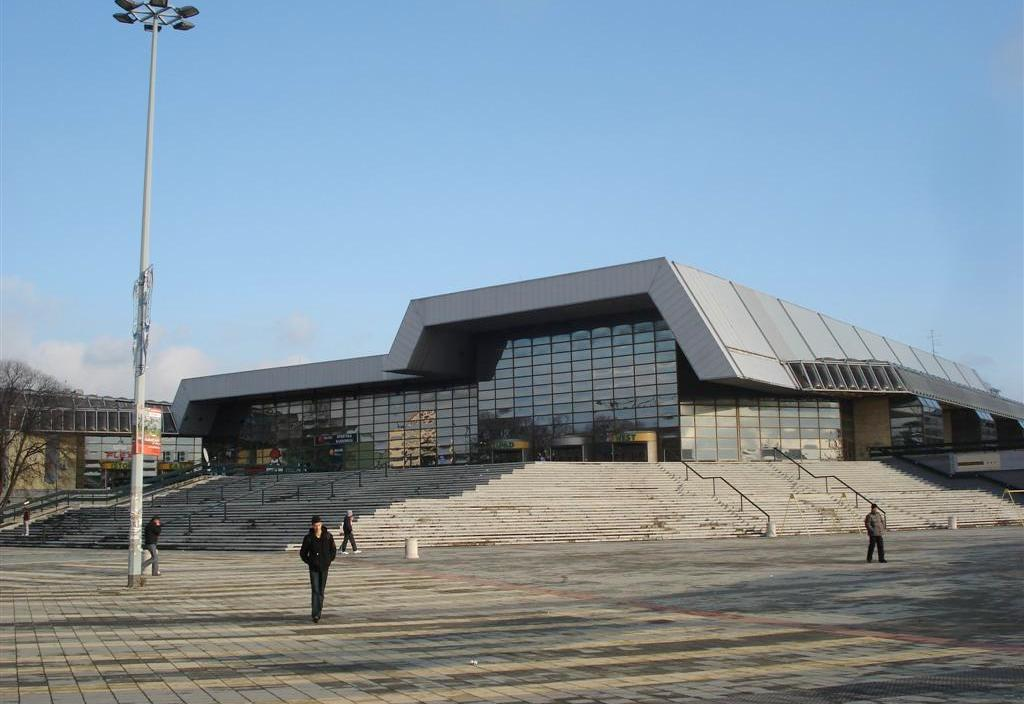
Centro Deportivo SPENS, sede serbia del grupo A

### Grupo B

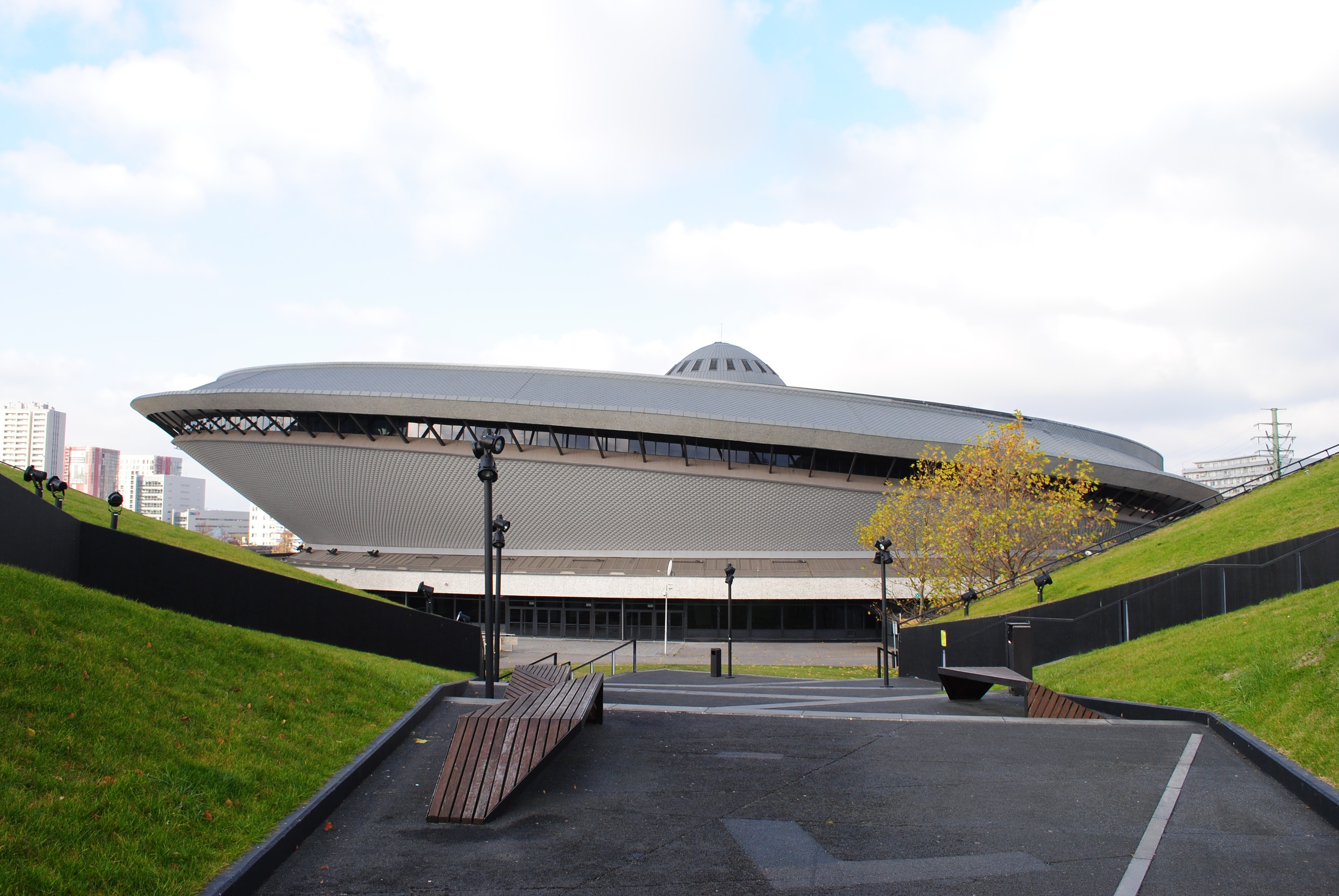
Spodek, sede polaca del grupo B

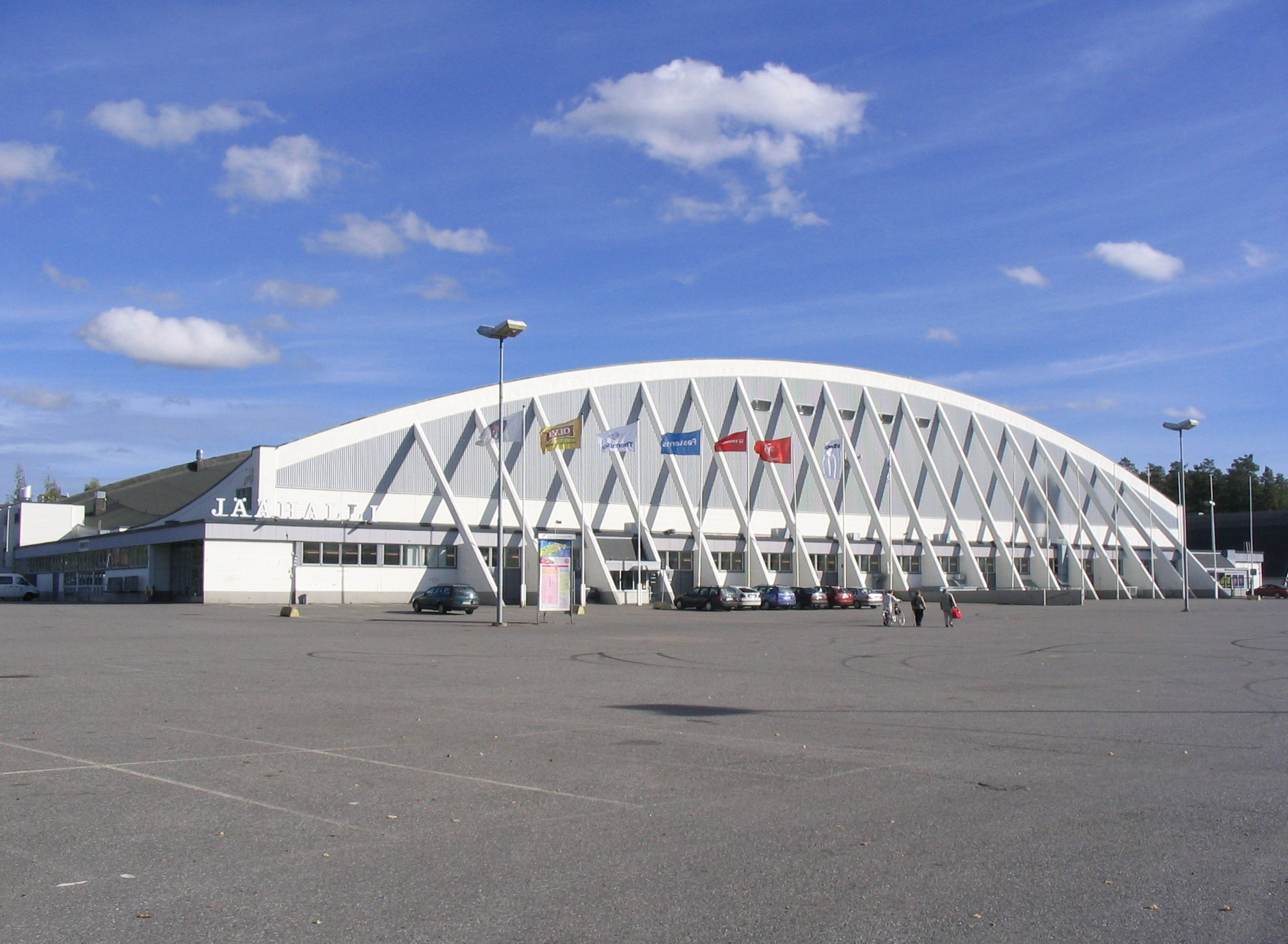
Hakametsä, sede finlandesa del grupo B

### Grupo C

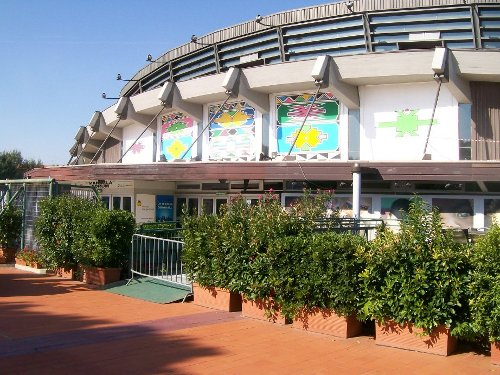
Nelson Mendela Forum, sede italiana del grupo C

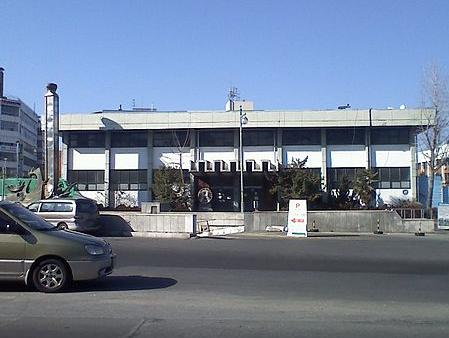
Yeomju Gymnasium, sede surcoreana del grupo C

## Grupos[4]
| Grupo A                       | Grupo B                               | Grupo C                                           | Grupo D                                    |
| ----------------------------- | ------------------------------------- | ------------------------------------------------- | ------------------------------------------ |
| Rusia · Cuba · Serbia · Japón | Brasil · Polonia · Finlandia · Canadá | Italia · Francia · Estados Unidos · Corea del Sur | Argentina · Bulgaria · Alemania · Portugal |

## Rondas preliminares
|  | En zona de clasificación a la ronda Final |
|  | En zona de eliminación.                   |

## Fase final
- Organizador:  Bulgaria.
- Sede: Arena Armeets, Sofía, Bulgaria.
- Fecha: Del 4 al 8 de julio de 2012.

### Finales 1º y 3º puesto
|  | Semifinales    | Semifinales    |   |            | Final        | Final      |  |
|  | 7 de julio     | 7 de julio     |   |            | 8 de julio   | 8 de julio |  |
|  |                |                |   |            |              |            |  |
|  | 7 de julio     |                |   |            |              |            |  |
|  | Polonia        | 3              |   |            |              |            |  |
|  | Bulgaria       | 0              |   |            |              |            |  |
|  |                |                |   |            |              |            |  |
|  |                |                |   |            | 8 de julio   |            |  |
|  |                |                |   |            | Polonia      | 3          |  |
|  |                | Estados Unidos | 0 |            |              |            |  |
|  |                |                |   |            |              |            |  |
|  |                |                |   |            |              |            |  |
|  |                |                |   |            | Tercer lugar |            |  |
|  | 7 de julio     | 7 de julio     |   | 8 de julio | 8 de julio   |            |  |
|  | Estados Unidos | 3              |   | Bulgaria   | 2            |            |  |
|  | Cuba           | 2              |   |            | Cuba         | 3          |  |

## Clasificación general
| Pos | Equipo         | PJ | PG | PP | SG | SP | DS  | PTS |
| --- | -------------- | -- | -- | -- | -- | -- | --- | --- |
| 1   | Polonia        | 16 | 14 | 2  | 45 | 15 | 30  | 40  |
| 2   | Estados Unidos | 16 | 11 | 5  | 38 | 24 | 14  | 32  |
| 3   | Cuba           | 16 | 12 | 4  | 40 | 24 | 16  | 34  |
| 4   | Bulgaria       | 16 | 9  | 7  | 33 | 31 | 2   | 26  |
| 5   | Alemania       | 14 | 11 | 3  | 37 | 15 | 22  | 32  |
| 6   | Brasil         | 14 | 8  | 6  | 33 | 23 | 10  | 27  |
| 7   | Francia        | 12 | 9  | 3  | 29 | 19 | 10  | 24  |
| 8   | Rusia          | 12 | 8  | 4  | 29 | 23 | 6   | 20  |
| 9   | Serbia         | 12 | 6  | 6  | 27 | 24 | 3   | 20  |
| 10  | Argentina      | 12 | 6  | 6  | 22 | 23 | -1  | 19  |
| 11  | Italia         | 12 | 5  | 7  | 23 | 28 | -5  | 15  |
| 12  | Canadá         | 12 | 3  | 9  | 15 | 30 | -15 | 10  |
| 13  | Finlandia      | 12 | 3  | 9  | 12 | 31 | -19 | 7   |
| 14  | Corea del Sur  | 12 | 1  | 11 | 16 | 35 | -19 | 7   |
| 15  | Japón          | 12 | 0  | 12 | 11 | 36 | -25 | 4   |
| 16  | Portugal       | 12 | 0  | 12 | 7  | 36 | -29 | 1   |